# Alexandra Przyrembel
Alexandra Przyrembel (* 1965) ist eine deutsche Historikerin. Seit Mitte 2015 ist sie Professorin und Leiterin des Lehrgebiets für Geschichte der Europäischen Moderne an der Fernuniversität in Hagen.

## Lebenslauf
Alexandra Przyrembel absolvierte ab 1985 eine Ausbildung zur Verlagsbuchhändlerin beim Rowohlt Verlag in  Reinbek bei Hamburg. Bis 1995 war sie in diesem Bereich für verschiedene Verlage und literarische Agenturen tätig. Von 1989 bis 1995 studierte sie Geschichte und Literaturwissenschaft an der Cornell University im Staat New York und an der Universität Hamburg. Ab 1991 wurde ihre Promotion durch die Deutsche Forschungsgemeinschaft (DFG) und die Ernst-Strassmann-Stiftung gefördert. Ihr Studium zuvor wurde durch die Friedrich-Ebert-Stiftung gefördert.
Von Ende 1996 bis Juni 2001 promovierte sie bei Reinhard Rürup an der Technischen Universität Berlin; der Titel der Arbeit lautete „›Rassenschande‹. Zur historischen Wirksamkeit eines Stereotyps“. Im Jahr 2002 war sie Mitarbeiterin des Forschungsprogramms „Geschichte der Kaiser-Wilhelm-Gesellschaft im Nationalsozialismus“; in diesem Rahmen veröffentlichte sie eine Studie über Friedrich Glum und Ernst Telschow, die Generalsekretäre der Kaiser-Wilhelm-Gesellschaft.
Von Oktober 2002 bis Mitte 2009 war sie Wissenschaftliche Assistentin an der Georg-August-Universität Göttingen am Lehrstuhl von Rebekka Habermas. 2010 habilitierte sie sich an der Universität Göttingen für die Fächer Mittlere und Neuere Geschichte. Zwischen 2006 und 2008 führte sie an der Universität Göttingen ein von der DFG gefördertes Forschungsprojekt „Verbote und Geheimnisse. Das Tabu und die Genese der europäischen Ordnung“ durch. Seit Mai 2010 war sie als Privatdozentin  am Seminar für Mittlere und Neuere Geschichte der Universität Göttingen tätig, wo sie das Forschungsprojekt „Global Aid Cultures: Religious, Political and Humanitarian Practices, Motives and Strategies (1850–1930)“ durchführte.
Von Februar 2012 bis September 2014 war sie am Kulturwissenschaftlichen Institut Essen (KWI) tätig. Dort leitete sie den Forschungsbereich „Globale Kulturkonflikte und transkulturelle Kooperation“. Von Oktober 2014 bis Mitte 2015 war sie Leiterin des Forschungsschwerpunktes „Globale Wissenskulturen“ und Permanent Fellow am Kulturwissenschaftlichen Institut Essen. Im akademischen Jahr 2013/2014 war sie Gastprofessorin für Globalgeschichte an der Freien Universität Berlin, wo sie Sebastian Conrad vertreten hat. Seit Mitte 2015 ist sie Professorin an der Fernuniversität Hagen, wo sie Nachfolgerin von Peter Brandt ist.

## Forschungsschwerpunkte
Forschungsschwerpunkte von Przyrembel sind: Europäische und deutsche Geschichte des 19. und 20. Jahrhunderts; Geschichte des Imperialismus und Kolonialismus; Kulturgeschichte des Wissens und der Religion; Geschichte der humanitären Bewegungen in der Moderne.

## Ämter/Mitgliedschaften
- Gutachterin Deutsche Forschungsgemeinschaft
- 9/2014 Gutachterin für die Europäische Union im Rahmen des EURIAS-Programms[4]

## Auszeichnungen (Auswahl)
- Reise-Stipendium der Thyssen Stiftung für das Projekt Globale Momente und die Krise humanitärer Hilfe: Weltöffentlichkeit, die Massaker an den Armeniern und der „Westen“ (1895–1925), 11/2014.[5]
- 2003: Für die Dissertation Rassenschande. Reinheitsmythos und Vernichtungslegitimation. mit dem 2. Platz, Historisches Buch, Kategorie Neueste Geschichte, H-Soz-u-Kult

## Publikationen (Auswahl)
- hrsg. mit Rebekka Habermas: Von Käfern, Märkten und Menschen. Kolonialismus und Wissen in der Moderne, Göttingen: Vandenhoeck & Ruprecht 2013, ISBN 978-3-525-30019-0.
- Verbote und Geheimnisse. Das Tabu und die Genese der europäischen Moderne, Frankfurt/Main: Campus Verlag 2011.
- hrsg. mit Jörg Schönert: Joseph Süß Oppenheimer, genannt „Jud Süß“. Zur Wirkungsmacht einer ikonischen Figur, Frankfurt/Main: Campus Verlag 2006.
- „Rassenschande“. Reinheitsmythos und Vernichtungslegitimation im Nationalsozialismus (= Schriftenreihe des Max-Planck-Instituts für Geschichte, Band 190), Göttingen 2003.
- Im Bann des Bösen. Ilse Koch – ein Kapitel deutscher Gesellschaftsgeschichte 1933 bis 1970. Frankfurt/Main: S. Fischer 2023, ISBN 978-3-10-002393-3.

### Aufsätze
- Haben Tiere eine Geschichte? Europäische Zivilisierungsmissionen zum Schutze des Tiers im 19. Jahrhundert. In: Geschichte in Wissenschaft und Unterricht. Nr. 1, 2013, S. 90–103.
- Colonialismo e psicoanalisi. Totem e tabu, Sigmund Freud e l’etnologia intorno al 1900. In: Contemporanea. Nr. 2, 2012, S. 337–372, doi:10.1409/37086.
- Die London Missionary Society und die Popularisierung von Wissen über die außereuropäische Welt. In: Ulrich van der Heyden (Hrsg.): Missionsgeschichte als Geschichte der Globalisierung. Franz Steiner Verlag, Stuttgart 2012, ISBN 978-3-515-10196-7, S. 307–318.
- Der Missionar Johann Hinrich Wichern, die Sünde und das unabänderliche Elend der städtischen Unterschichten um 1850. In: WerkstattGeschichte. Band 57, Nr. 1, 2011, S. 53–67.
- „Wissen auf Wanderschaft“. Britische Missionare, ethnologisches Wissen und die Thematisierung religiöser Selbstgefühle um 1830. In: Historische Anthropologie. Band 19, Nr. 1, 2011, S. 31–53, doi:10.7788/ha.2011.19.1.31.
- Von Ausrufezeichen, Tätern und Wellen. Metaphern und Bilder in der deutschen Geschichtsschreibung des Holocaust seit 1989. In: Historische Anthropologie. Band 14, Nr. 3, 2006, S. 430–440, doi:10.7788/ha.2006.14.3.430.
- Sehnsucht nach Gefühlen: Zur Konjunktur der Emotionen in der Geschichtswissenschaft. In: L’Homme. Band 16, Nr. 2, 2005, S. 116–124, doi:10.7767/lhomme.2005.16.2.116.
- Ilse Koch – „normale“ SS-Ehefrau oder „Kommandeuse von Buchenwald“? In: Klaus-Michael Mallmann, Gerhard Paul (Hrsg.): Karrieren der Gewalt. Nationalsozialistische Täterbiographien. Wissenschaftliche Buchgesellschaft, Darmstadt 2004, ISBN 978-3-534-16654-1, S. 126–133.
- „Rassenschande“: Sexualität, „Rasse“ und das „Jüdische“ vor NS-Gerichten. In: Historische Anthropologie. Band 12, Nr. 3, 2004, S. 338–354, doi:10.7788/ha.2004.12.3.338.
- Der Bann eines Bildes – Ilse Koch, die „Kommandeuse von Buchenwald“. In: Insa Eschebach, Sigrid Jacobeit, Silke Wenk (Hrsg.): Gedächtnis und Geschlecht. Campus-Verlag, Frankfurt a. M. 2002, ISBN 3-593-37053-0, S. 245–267.
- Von der „Rassenehre“ zum Topos der „Unanständigkeit“: „Rassenschande“ vor Gericht. In: Zeitschrift für Geschichtswissenschaft. Band 52, Nr. 12, 2004, S. 1091–1105.
- Transfixed by an Image – Ilse Koch, the „Kommandeuse of Buchenwald“. In: German History. Band 19, Nr. 3, 2001, S. 369–399, doi:10.1191/026635501680193915.
- Die Tagebücher Victor Klemperers und ihre Wirkung in der deutschen Öffentlichkeit. In: Johannes Heil, Rainer Erb (Hrsg.): Geschichtswissenschaft und Öffentlichkeit. Der Streit um Daniel J. Goldhagen. Fischer, Frankfurt a. M. 1998, ISBN 3-596-14065-X, S. 312–327.